# Auta 2
Auta 2 je animovaný film z roku 2011. Jde o pokračování filmu Auta z roku 2006.

## Děj
Britský agent Finn McMissile pronikne na ropnou plošinu, ze které mu předtím jeho kolega Leland  Turbo poslal zprávu o jakémsi tajném zařízení, které objevil. Podaří se mu jej vyfotografovat, ale přitom zjistí, že agenta již našli a zabili poskoci doktora Zweitakta, který celé plošině velí. Finn je odhalen a prchá z plošiny tak, že finguje svou smrt.
Děj se vrací do Kardanové Lhoty. Blesk McQueen je po sezoně, ve které získal čtvrtý Zlatý píst v řadě pozván na celosvětový závod World Grand Prix, který pořádá Sir Miles Axlerod jako cestu ke zviditelnění svého nového paliva Allinol, které prý objevil na své cestě kolem světa a jímž je napájeno každé auto účastnící se závodu. Závod je rozdělen na tři části (Japonsko, Itálie a Anglie). Do Japonska Blesk kromě týmu vezme navíc svého přítele Buráka, který ho tam před všemi ztrapní. Na záchodech se stane svědkem boje mezi třemi auty. Jedno mu předá (aniž by si toho Burák všiml) disk na podvozek. Ono auto je americký agent, který je nakonec zajat dvěma auty pracujícími pro doktora Zweitakta. Zweitakt ho mučí oním přístrojem, maskovaným jako televizní kamera, dokud mu neprozradí, komu dal onen disk. Agent sice nic neřekne, ale na obraze, který mu ukazují, Buráka pozná a profesor si toho všimne. Protože už ví, co chce, zapne kameru, ve skutečnosti vysílač elektromagnetických vln, naplno, a americký agent umírá poté, co mu exploduje motor. Mezitím se Burák seznámí na té samé párty v Japonsku s agentkou CIA Holley Shiftwellovou, která má kvůli disku na Burákově podvozku Buráka za onoho již mrtvého agenta. Burák si myslí, že s ním chce navázat vztah, a tak se ničemu nebrání. Oba dva se setkají s Finnem McMissilem a domlouvají se, kdy jim Burák předá informace. Burák nicméně nemá tušení, o čem to mluví.
Na prvním ze tří závodů Blesk dojede druhý, kvůli Burákovi – omylem odvádí Bleskovu pozornost, protože ho kontaktuje Holley a zároveň po něm jdou poskoci doktora Zweitakta, a tak závod vyhraje italská formule Francesco Bernoulli. Blesk se na Buráka naštve a pohádají se, Burák se tedy rozhodne odjet. Na letišti ho ale vyzvedne Finn a společně s Holley odletí letadlem do Itálie, aby vypátrali příčiny tajemných výbuchů aut. Burákovi vyjmou disk, na kterém jsou fotky oné kamery. Zjistí, že kameru vyvinula ona parta doktora Zweitakta, nad kterou je ovšem ještě někdo vyšší, boss celé operace. Všichni se druhý den sejdou v Itálii, kde se jede druhý závod. Na jejich setkání proniká v přestrojení i Burák. Ukazuje se, že tato auta jsou majiteli největšího ropného pole na světě a chtějí zdiskreditovat Allinol, aby všichni začali znovu používat fosilní paliva a oni se stali bohatými a mocnými. Setkání se prostřednictvím televizní obrazovky účastní i šéf celé bandy, ze kterého je ale vidět jen motor a navíc hovoří upraveným hlasem. Burák je svědkem toho, jak šunky ničí paprskem jednoho závodníka za druhým, až to celé skončí hromadnou havárií. Té se vyhnou jen Blesk a Francesco, kteří dojedou v opačném pořadí než v Japonsku a vyrovnají se na čele. Zdrcený Sir Axlerod oznamuje, že vzhledem k nehodám nebude vyžadovat, aby závodníci použili Allinol i v posledním závodě v Londýně - přesně podle plánu padouchů. Blesk však v televizi prohlásí, že Allinol použije, a tak Zweitakt rozhoduje, že jej v posledním závodě zabijí. Finn, který se snaží celé ničení zastavit, je chycen na obří magnet zavěšený z helikoptéry. Padouši pak zajmou i Holley a Buráka, který se marně snaží Bleska varovat.
Všichni tři se probouzejí spoutaní v Big Benu, v Anglii, kde jim padouši uchystali pomalou a bolestivou smrt. Tam se taky Holley a Finn dozvídají, kdo Burák ve skutečnosti je. Jeho vysvětlování brali předtím pouze jako vtipkování. V tu dobu už se jede poslední závod a přímo z hodin se padouši pokoušejí zabít paprskem Bleska. Kamera však z nějakého důvodu selže a Burák se dozvídá, že použijí záložní plán - do Bleskova pitstopu nastražili bombu. Burákovi se podaří uvolnit se z provazů a odjíždí Bleska varovat. Vzápětí se podaří díky Holleyině nápadu utéct i jí a Finnovi, ale s hrůzou zjišťují, že ona nastražená bomba je ve skutečnosti Burák. Zločinci mu nastražili bombu do motoru, protože věděli, že se pokusí Bleska varovat. Doktor už se také chystá Buráka i s Bleskem vyhodit do povětří, ale protože Burák se vehementně snaží Bleskovi ujet, dostane se mimo dosah odpalovacího zařízení. Vzápětí má profesor své vlastní práce nad hlavu, protože musí prchnout před Holley a Finnem, kterému se ale nakonec podaří jej zajmout. Holley mezitím likviduje auta, která pronásledují Buráka a Bleska. Společně s ostatními auty z Kardanové Lhoty pak zneškodní zbylé poskoky a snaží se Zweitakta donutit, aby bombu, ovládanou hlasem, deaktivoval. Ukazuje se však, že on nebyl ten, kdo ji původně aktivoval, a naopak tím spustí odpočítávání do výbuchu. Všechny snahy dostat bombu z Buráka jsou marné, když Burákovi náhle něco dojde a spěchá za Sirem Axlerodem, který sleduje závod spolu se samotnou královnou. Tam Axleroda obviňuje, že on je oním tajemným šéfem celé zločinecké bandy. Axlerod se sice tváří, že se Burák zbláznil, ale ten mu nedovolí odjet, a protože do výbuchu zbývají už jen vteřiny, vyděšený Axlerod bombu deaktivuje a tím se prozradí. Vzápětí je zatčen, a když mu Burák nadzvedne kapotu, ukáže se, že jeho motor odpovídá tomu z oné fotografie. Blesk se také dozvídá, že Serža pro poslední závod vyměnil Allinol za obyčejné palivo a proto paprsek z kamery Bleska nezabil. Burák je za své zásluhy vyznamenán od královny a vrací se do Kardanové Lhoty, kde se sejdou i všichni závodníci z Grand Prix a uspořádají poslední závod. Jsou zde i Finn a Holley, kteří přemlouvají Buráka, aby se přidal k agentům, to však s díky odmítá. Prosí však Finna, aby mu nechal rakety, které používal jako špión, a zapojí se s nimi do závodu.

## Obsazení
| Owen Wilson         | Blesk McQueen (Richard Krajčo)       |
| Larry the Cable Guy | Burák (Petr Novotný)                 |
| Michael Caine       | Finn McMissile (Petr Štěpánek)       |
| Emily Mortimer      | Holley Shiftwellová (Ivana Andrlová) |
| Eddie Izzard        | Sir Miles Axlerod                    |